# Bruno Polius

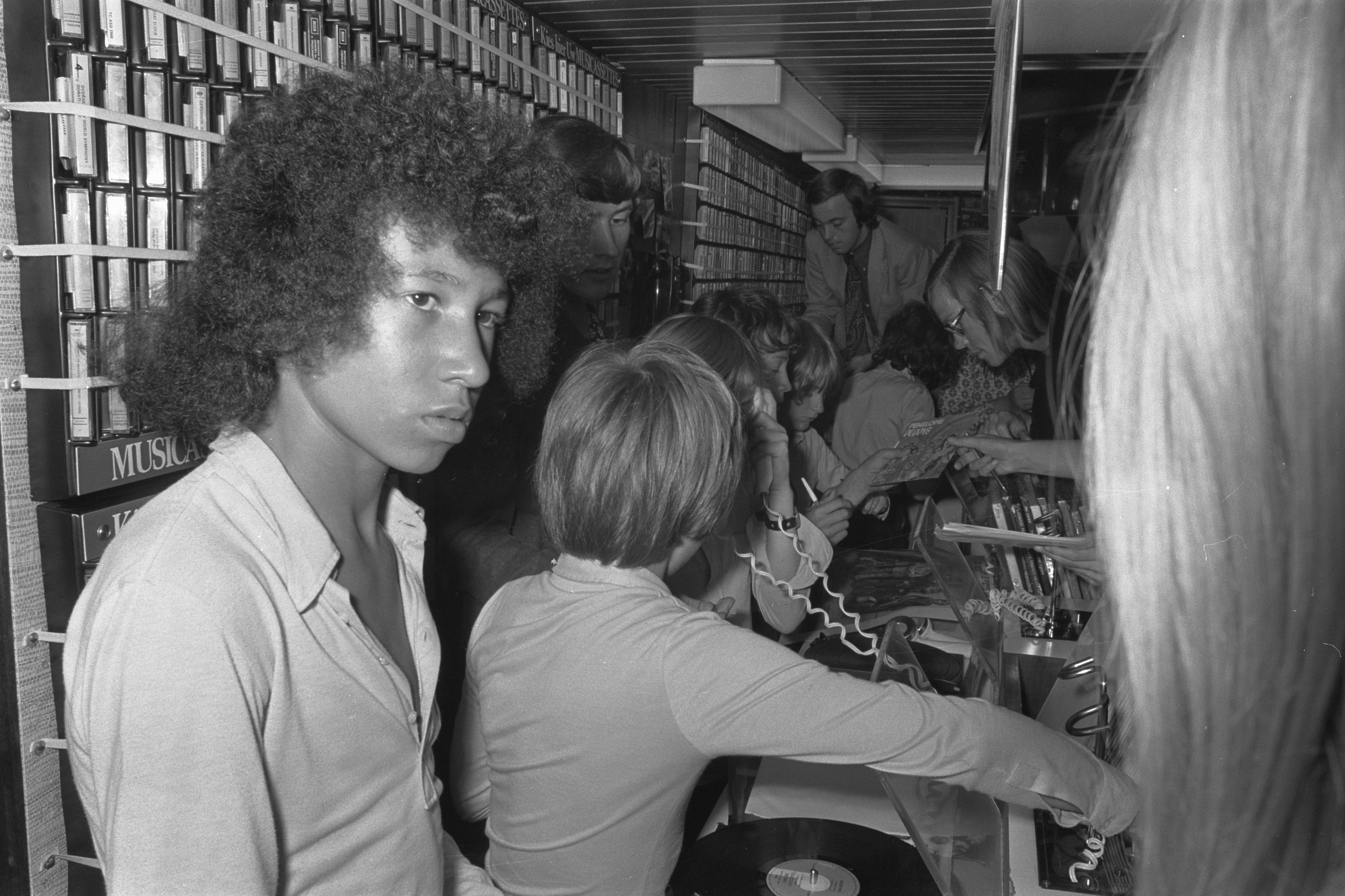
Bruno Polius (Amsterdam, 1972)

Bruno Polius (ur. 8 maja 1958) lub Bruno Polius-Victoire – francuski wokalista, urodzony z ojca Martynikańczyka i matki Polki. W latach 1970. był głównym wokalistą / solistą boysbandu Les Poppys.
Chociaż skład Les Poppys zmieniał się kilka razy Bruno był wokalistą w największym hicie grupy Non, non rien n'a changé.
Bruno nagrał również kilka płyt jako solowy artysta, głównie w latach bycia członkiem Les Poppys (patrz poniżej)

## Wybrane nagrania
Jako solowy artysta nagrał następujące single
- Rosanna
- Hey l'Homme (1973)
- Au Revoir Mama / Il faut que tu reviennes (1974)
- Un Martiniquais, une Polonaise (1976)

### Wybrane nagrania Les Poppys
Jako główny wokalista boysbandu Les Poppys Bruno nagrał następujące single
- Noël 70 (1970)
- Love, lioubov, amour (1970)
- Non, je ne veux pas faire la guerre... (1970)
- Isabelle, je t'aime (1970)
- Non, non, rien n'a changé (1971)
- Non, ne criez pas... (1971)
- Des chansons pop (1971)
- L'Enfant do (1972)
- Liberté (1972)
- Il faut une fleur pour faire le monde (1976)
- Visite (1980), z Lenny Kuhr